# Templo de Tanah Lot

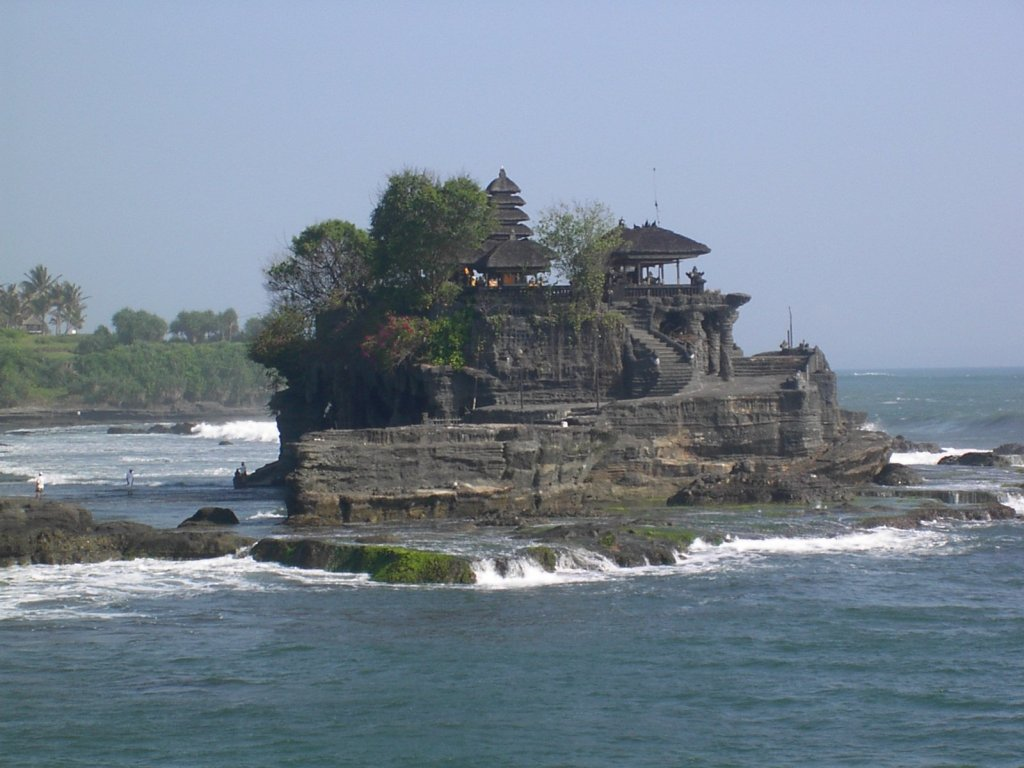
Templo De Tanah Lot.

El templo de Tanah Lot (en indonesio: pura Luhur Tanah Lot, traducido como 'templo de la Tierra en Medio del Mar') es uno de los más importantes templos del mar en Bali, Indonesia, 
Tanah Lot es una formación rocosa junto a la costa sur de la isla de Bali. La roca es conocida por el pura (templo hindú balinés) allí existente, llamado Pura Tanah Lot (literalmente Templo de Tanah Lot), un lugar de peregrinación que también es muy popular entre los turistas y una de las imágenes icónicas de Bali.

## Historia

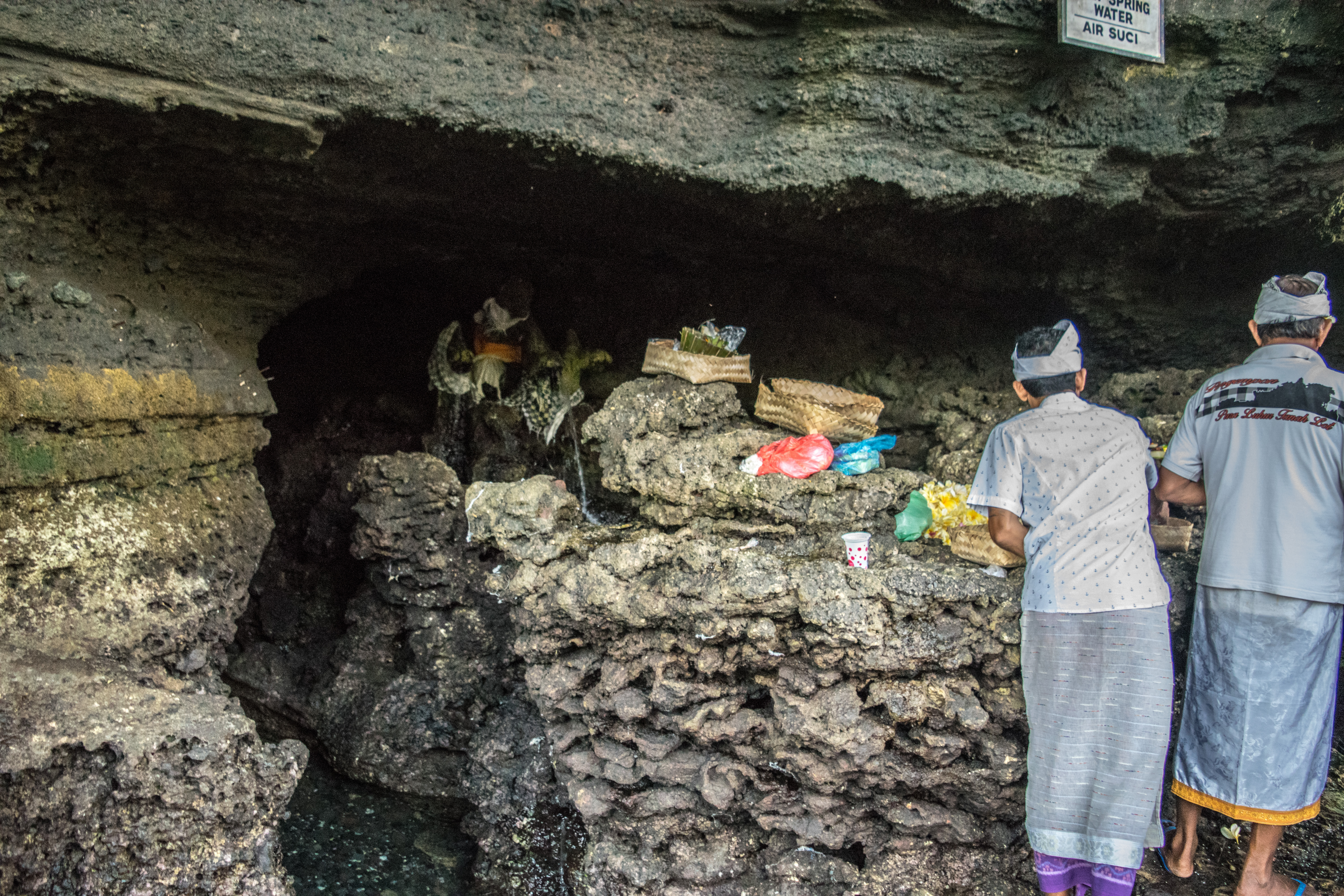
Agua sagrada en el pura Tanah Lot.

Tanah Lot significa "tierra en el mar" en balinés. El templo se sitúa en el kabupaten (regencia) de Tabanan, a unos 20 km al noroeste de Denpasar, en una gran roca que la erosión provocada por el mar ha esculpido a lo largo de milenios.
Según la tradición, el pura (templo) fue construido en el siglo XVI por Dang Hyang Nirartha (también llamado Pedanda Shakti Wawu Rauh), el fundador del sacerdocio shivaíta en Bali. Durante sus viajes a lo largo de la costa meridional de Bali, avistó el hermoso paisaje del islote rocoso y allí descansó. Algunos pescadores lo avistaron y le llevaron regalos. Nirartha pasó la noche en el islote y más tarde habló con los pescadores y les dijo que construyeran un templo en la roca, pues tenía sentido que debía ser un lugar sagrado para la adoración de los dioses del mar por los balineses. 